# Nettolohnvereinbarung
Die Nettolohnvereinbarung ist eine Vereinbarung im Arbeitsvertrag, die besagt, dass der Arbeitgeber dem Arbeitnehmer unabhängig von Lohnsteuerklasse und Höhe der Sozialversicherungsbeiträge einen bestimmten Nettolohn garantiert. Der Bruttolohn ist dann nicht im Arbeitsvertrag festgelegt, sondern muss vom Arbeitgeber iterativ bestimmt werden.
Zu unterscheiden ist die echte (originäre) von der unechten (abgeleiteten) Nettolohnvereinbarung: Bei der echten Nettolohnvereinbarung wird durch Änderung der Lohnsteuer oder der Sozialversicherung der Nettolohn nicht beeinflusst, der Arbeitnehmer erhält also trotz höherer oder niedrigerer Steuern und Sozialabgaben den gleichen Nettolohn; Änderungen gehen zu Lasten bzw. zu Gunsten des Arbeitgebers.
Bei der unechten Nettolohnvereinbarung wird nur das Nettogehalt zum Zeitpunkt des Vertragsabschlusses bestimmt; eine spätere Änderung der Steuer- oder Abgabenlast wirkt sich dann auch auf das Nettoarbeitsentgelt aus.
Eine besondere Form der Nettolohnvereinbarung ist die bei Entsendung eines Arbeitnehmers nach Deutschland vereinbarte Hypotax.